# 文化局 (澳門)
文化局（葡萄牙語：Instituto Cultural），為澳門政府社會文化司轄下的行政自治部門，其目的在於藉展開中葡文化間的交流活動、推廣葡萄牙語言文化及協助制定和執行澳門的文化及學術研究和政策。前身為文化司署，該司司長最後一任為王增揚。

## 歷史
澳門文化局成立於1982年，當時的中文名稱為澳門文化學會（葡萄牙語：Instituto Cultural de Macau），乃透過九月四日第43/82/M號法令設立，並獲賦予具行政、財政及財產自治權的公務法人資格。1989年，澳門文化學會根據九月二十五日第63/89/M號法令進行架構重組，並於不足一年後透過五月十四日第20/90/M號法令作出調整，部門的中文名稱亦於此時改為澳門文化司署（葡文名稱不變）。當時，澳門文化司署除管轄澳門歷史檔案館和澳門中央圖書館（原澳門國立圖書館）外，又增設兩個從屬機構：澳門演藝學院和視覺藝術學校（後者隨後根據八月三十日第45/93/M號法令併入澳門理工學院）。1994年，澳門文化司署之架構透過十二月十九日第63/94/M號法令再次重組，賦予其更大的運作能力，達到現代化行政和公務員本地化的目標，以符合澳門回歸前之過渡期的需要；是次架構重組取消了澳門文化司署的法人資格及財政、財產自治權，僅餘行政自治權——儘管如此，澳葡政府於同年先行頒佈五月十六日第26/94/M號法令，設立享有行政及財政自治權之文化基金（葡萄牙語：Fundo de Cultura），宗旨為資助澳門文化司署在遵從其職責之範圍內及行使其權限時所開展之文化活動。1998年，透過七月二十日第31/98/M號法令，澳門博物館也納入澳門文化司署的架構內。1999年12月20日澳門回歸以後，澳門文化司署改稱文化局（葡文名稱仍維持不變），繼續在澳門進行文化推廣和文藝培訓等工作。2010年3月29日，透過第4/2008號行政法規《修改文化局的組織及運作》，設立文化創意產業促進廳，以輔助及推動澳門文化創意產業的發展。2014年3月1日，第11/2013號法律《文化遺產保護法》及其補充法規第4/2014號行政法規《文化遺產委員會》組織法生效，文化局須承擔文化遺產委員會及其秘書處的預算及輔助其運作。

## 職權
- 協助制定並執行文化政策，以及推行澳門特別行政區的文化發展規劃；
- 提供具質素的公共文化服務，促進資源的合理配置及文化事業的可持續發展；
- 確保澳門特別行政區文化領域及保護文化遺產的相關法規有效貫徹、落實和執行；
- 就文化財產及具文化價值的財產開展研究，提出建議和執行保護措施，並促進弘揚該等財產；
- 鼓勵尊重多元文化；
- 鼓勵市民，尤其兒童及青少年發揮創意思維，以及推行文化普及、藝術教育和創作；
- 致力扶持、培養、教育和獎勵在文化藝術範疇有傑出表現的市民，並促進其互相交流；
- 發展公共圖書館網絡、博物館網絡及檔案館，並制定適當政策，進行相關組織、管理，以推廣閱讀和扶持研究；
- 推動文學、藝術、學術研究及生活美學的發展，並促進文化領域的研究、評論、出版、普及和教育；
- 透過舉辦文藝、城市節慶活動，增進社會各族群的和諧共融；
- 促進舉辦節慶活動和具文化及研究性質的會議、論壇、講座以及其他活動；
- 規劃、建議設置文化設施，並負責管理有關設施；
- 鼓勵市民參與文化藝術事務，促進民間文化藝術力量不斷發展；
- 扶助並推動發展本土文化創意產業；
- 收集、整理文化藝術的相關資料，開展調查研究，並藉出版書刊確保和扶持發表文學作品，尤其着重題材與澳門特別行政區有關的作品；
- 促進並發展區域性及國際性的文化交流和合作；
- 協助實施適用於澳門特別行政區屬文化藝術範疇的公約、條約、協議及議定書；
- 藉簽訂合作議定書或協議等方法，促進與澳門特別行政區的公共部門及其他公共、私人實體在文化遺產、文化及藝術的範疇的交流和合作；
- 履行依法獲賦予的其他職責。

## 組織法例
- 第183/89/M號訓令（1989年10月31日《澳門政府公報》）批准歷史檔案館之規章－廢止一九八二年五月十五日《第75/82/M號訓令》。
- 第186/89/M號訓令（1989年10月31日《澳門政府公報》）批准中央圖書館之章程。
- 第40/93/M號法令（1993年8月23日《澳門政府公報》）訂定公開映演甄審委員會（經一九七八年五月二十日《第15/78/M號法令》設立，及附屬於教育暨青年局而運作），轉為在文化局內運作－廢止一九九○年六月二十日《第69/GM/90號批示》。
- 第31/98/M號法令（1998年7月20日《澳門政府公報》）設立附屬於文化局之澳門博物館行政管理架構。
- 第4/2008號行政法規（2008年3月10日《澳門特別行政區公報》）修改文化局的組織及運作。
- 第5/2010號行政法規（2010年3月29日《澳門特別行政區公報》）修改文化局的組織及運作。
- 第101/2010號社會文化司司長批示（2010年7月12日《澳門特別行政區公報》）修改經七月五日《第197/93/M號訓令》修改的十月三十一日《第186/89/M號訓令》核准《中央圖書館章程》第十一條條文。
- 第20/2015號行政法規（2015年12月14日《澳門特別行政區公報》）文化局的組織及運作。
- 第25/2018號行政法規（2018年10月15日《澳門特別行政區公報》）市政署的組織及運作－第八十四條，修改第20/2015號行政法規《文化局的組織及運作》。
- 第156/2018號社會文化司司長批示（2018年12月11日《澳門特別行政區公報》）核准《澳門演藝學院內部規章》。
- 第41/2021號行政法規（2021年11月29日《澳門特別行政區公報》）修改第20/2015號行政法規《文化局的組織及運作》。
- 第48/2023號行政命令（2023年6月26日《澳門特別行政區公報》）修改文化局人員編制。

## 架構

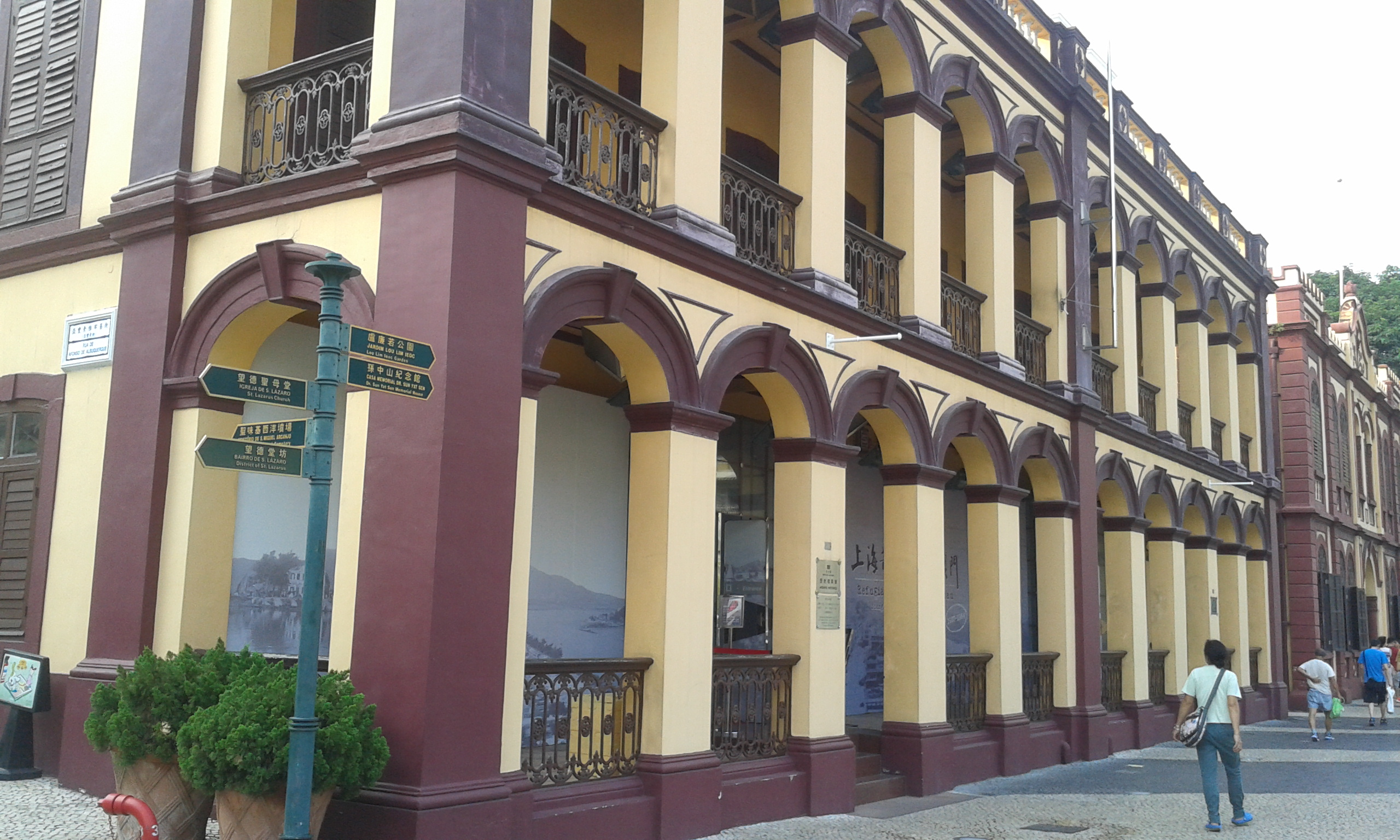
澳門歷史檔案館

澳門中央圖書館

## 主要舉辦之活動
- 澳門國際音樂節
- 澳門藝術節
- 澳門青年音樂比賽
- 澳門美術雙年展
- 澳門國際幻彩大巡遊（澳門拉丁城區幻彩大巡遊）
- 藝文薈澳
- 塔石藝墟
- 澳門城市藝穗節
- HUSH!音樂會
- 相約澳門──中葡文化藝術節

## 歷任局長
澳門文化學會
1. 若昂．加馮（João Manuel Rodrigues Calvão）（1982年－1984年）
2. 彭慕治（Jorge Morbey Ferro Ramos Pereira）（1985年－1989年）

澳門文化司署
1. 馬若龍（Carlos Alberto dos Santos Marreiros）（1989年－1992年）
2. 布嘉麗（Gabriela Pombas Cabelo）（1992年－1998年）
3. 王增揚（1998年10月23日－1999年12月19日）

文化局
1. 王增揚（1999年12月20日－2000年7月25日）
2. 何麗鑽（2000年7月26日－2010年2月28日）
3. 吳衛鳴（2010年3月1日－2017年2月16日）
4. 梁曉鳴（2017年2月17日－2017年12月7日）
5. 謝慶茜（2017年12月19日－2018年1月29日）
6. 穆欣欣 （2018年2月7日－2022年1月18日）
7. 梁惠敏 （2022年2月1日－）

## 架構重組
2013年11月，澳門行政長官崔世安在2014財政年度施政報告中透露，藉著即將重組文化局及體育發展局的架構，民政總署轄下的文化康體部整合至兩部門。